# Пхёнхва Моторс
«Пхёнхва Моторс» (англ. Pyeonghwa Motors General Corp; кор. 평화자동차, на рус. мир) — северокорейская автомобильная компания, имеющая завод в городе Нампхо. До 2013 года была совместным предприятием между Южной Кореей и северокорейской корпорацией Йобон. Основана в 1999 году по инициативе южнокорейского предпринимателя Мун Сон Мёа. Pyeonghwa Motors General Corp в Нампо имеет производственную мощность в 10 000 автомобилей в год.
Pyeonghwa Motors, совместное автопроизводство КНДР и «Церковь Объединения» (Республика Корея) начала производство автомобилей в 2002 году, изготовив в первый год около 2000 автомобилей, при этом производственные мощности автозавода позволяют производить до 10000 автомобилей в год. Автомобили этой компании рекламировались на билбордах в Пхеньяне. Пхёнхва Моторс производила две модели машин по лицензии компании Фиат, а также грузовики китайского производителя Dandong Shuguang. К 2012 году компания производила целый ряд современных автомобилей.
В 2013 году, через год после кончины основателя этого проекта д-ра Мун Сон Мёна (уроженца Северной Кореи), его вдова д-р Хан Хакча безвозмездно передала все активы Пхёнхва Моторс правительству КНДР. С тех пор активность этого производителя автомобилей снизилась. Тем не менее, в том же году компания представила 30 новых моделей.
Несмотря на пессимистичные прогнозы и ожидания закрытия, сегодня Пхёнхва Моторс - один из главных автопроизводителей в КНДР. Среди производимых автомобилей есть так же машины люксового сегмента.

## Совладельцы совместного предприятия до 2013 года
- 70 % Пхёнхва Моторс (принадлежит Церкви Объединения)
- 30 % Рёбон

## Модели машин
- Хвипхарам (휘파람 — на рус. Свисток) — на основе Fiat Siena
- Хвипхарам II — на основе Brilliance BS4
- Ппоггуки (뻐꾸기 — на рус. Кукушка) — на основе Fiat Doblò
- Premio (на рус. Кукушка 3)
- Pronto (на рус. Кукушка 2)

## Галерея

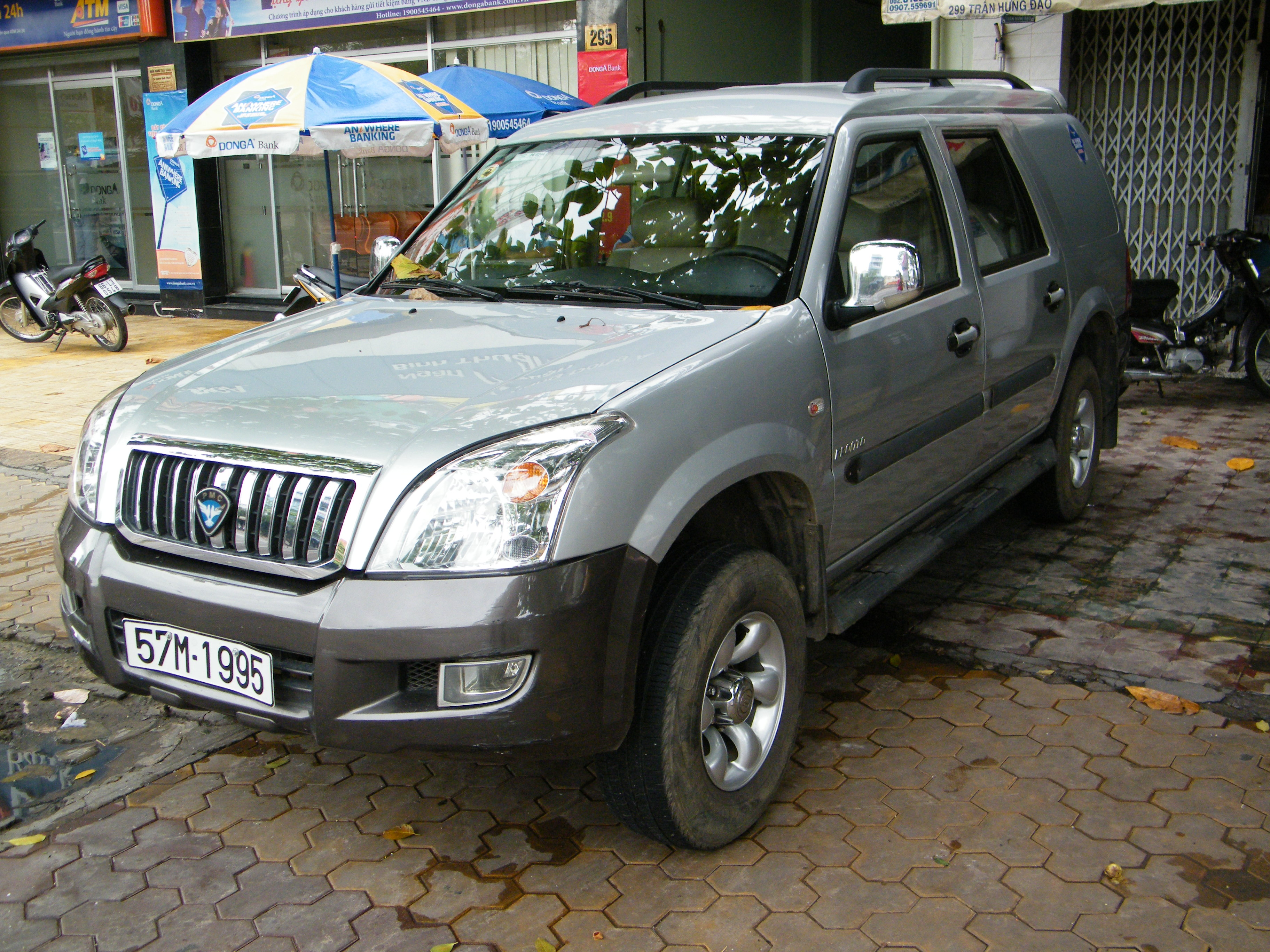
Pyeonghwa Pronto
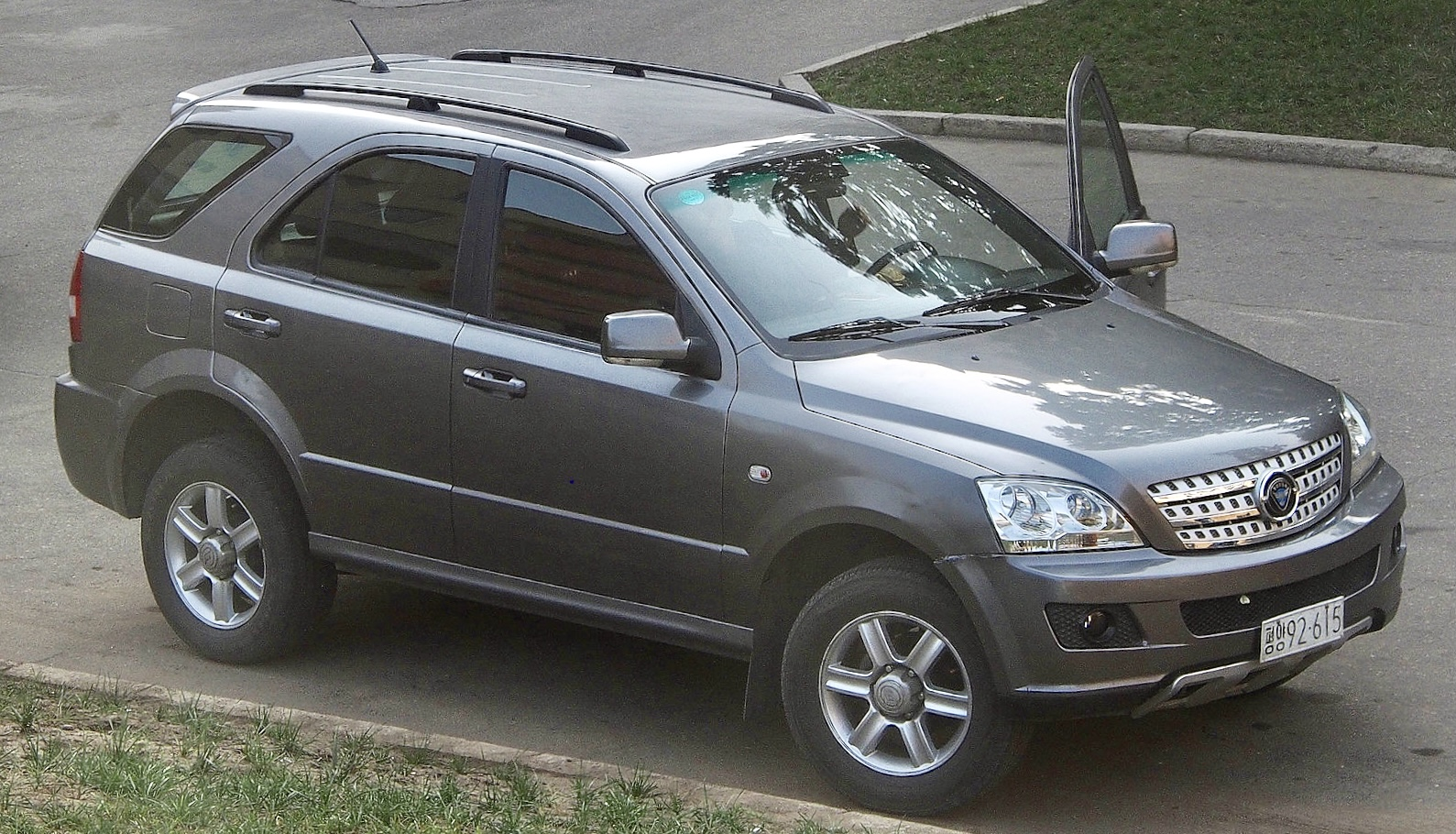
Pyeonghwa Ppeokkugi 4WD
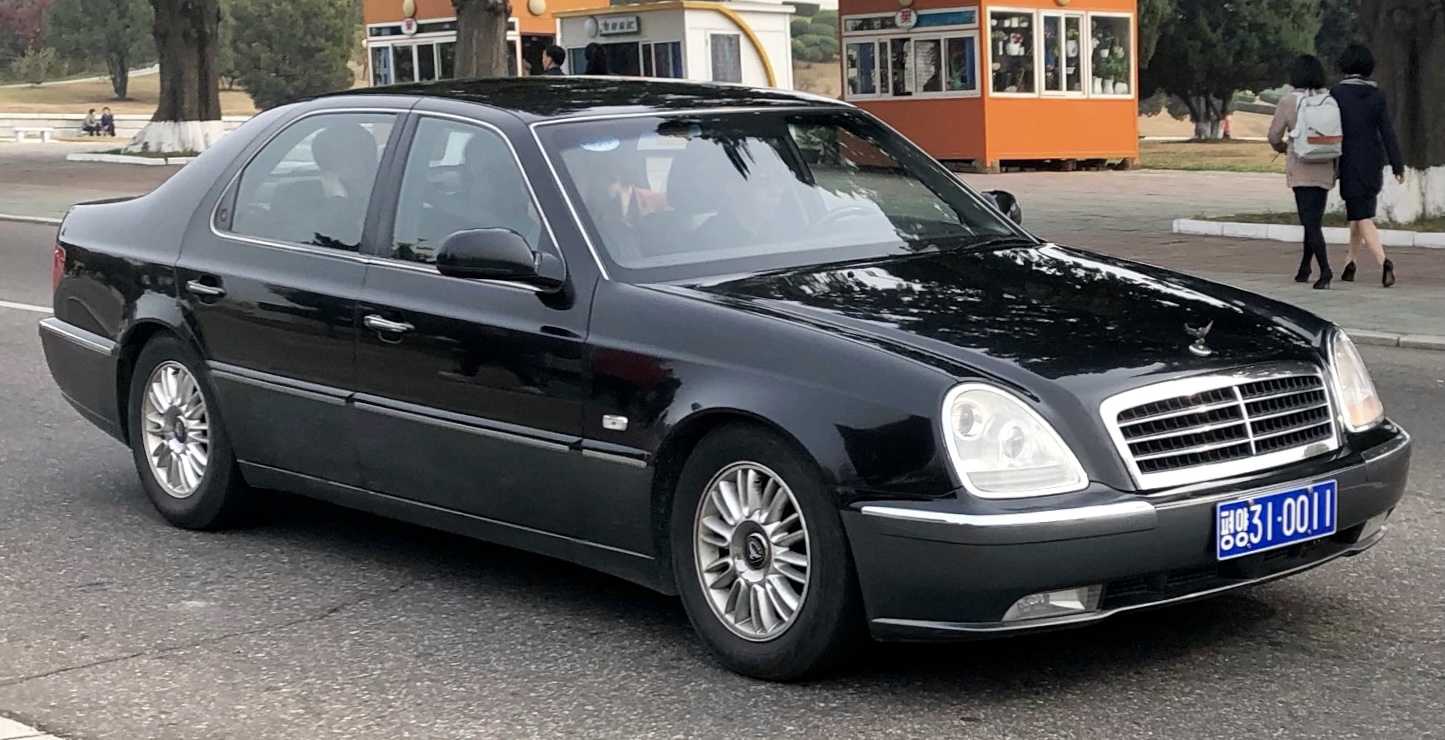
Pyeonghwa Zunma
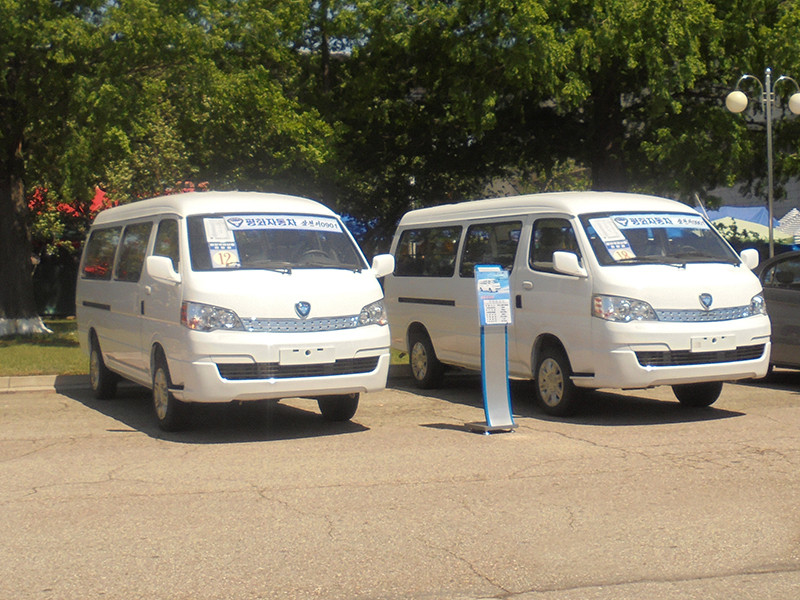
Jinbei Haise VI
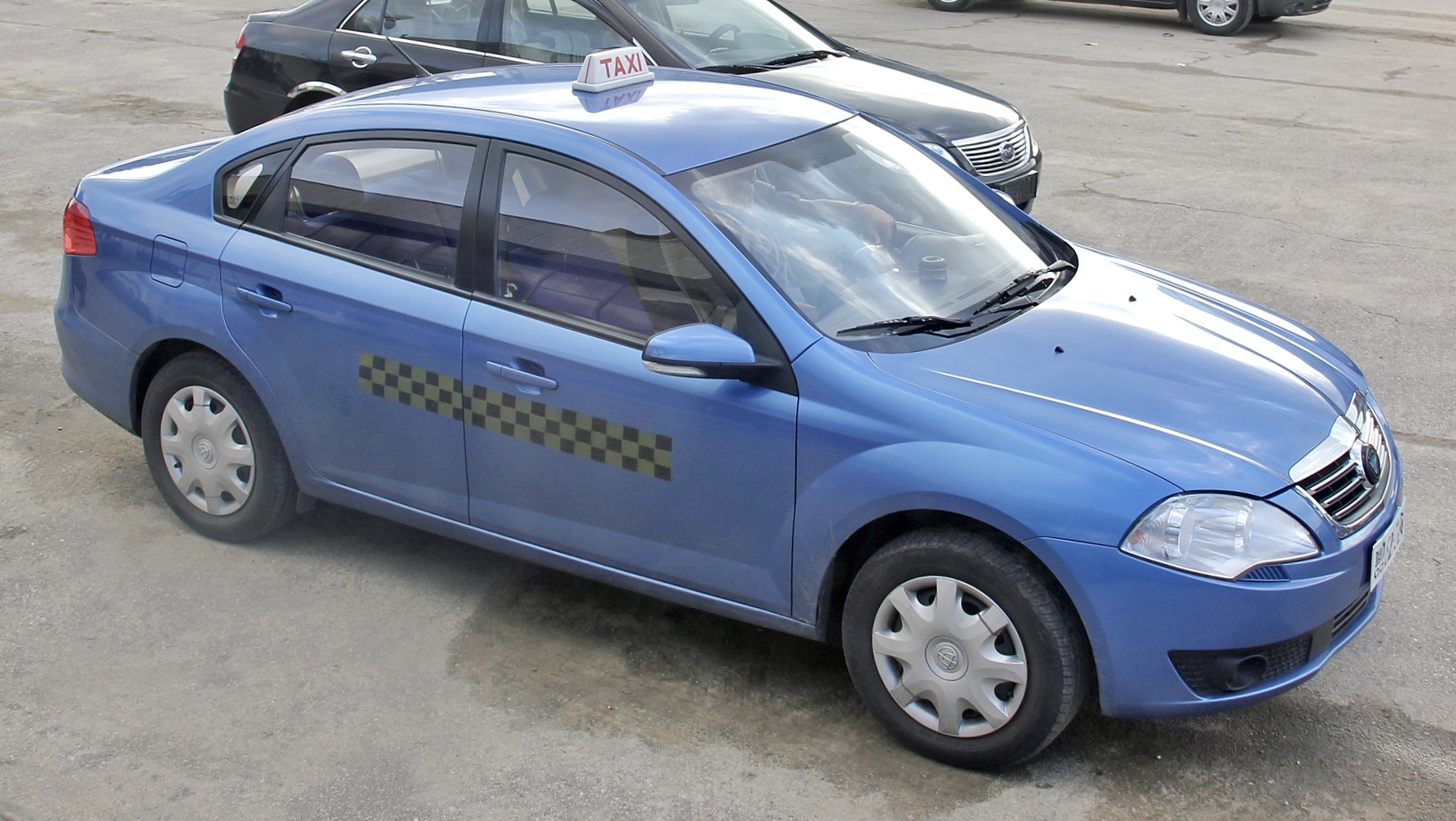
Pyeonghwa Huiparam III
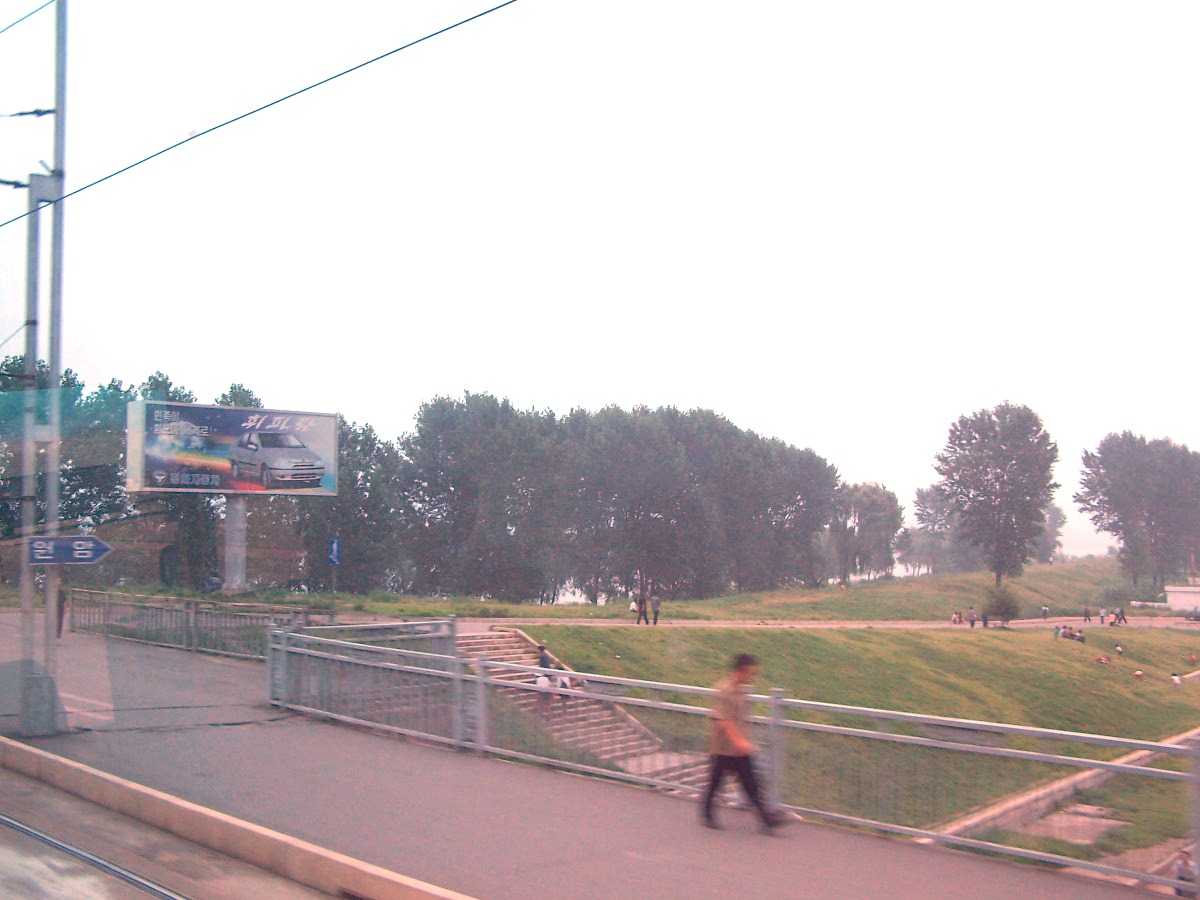
Рекламный щит компании в Пхеньяне
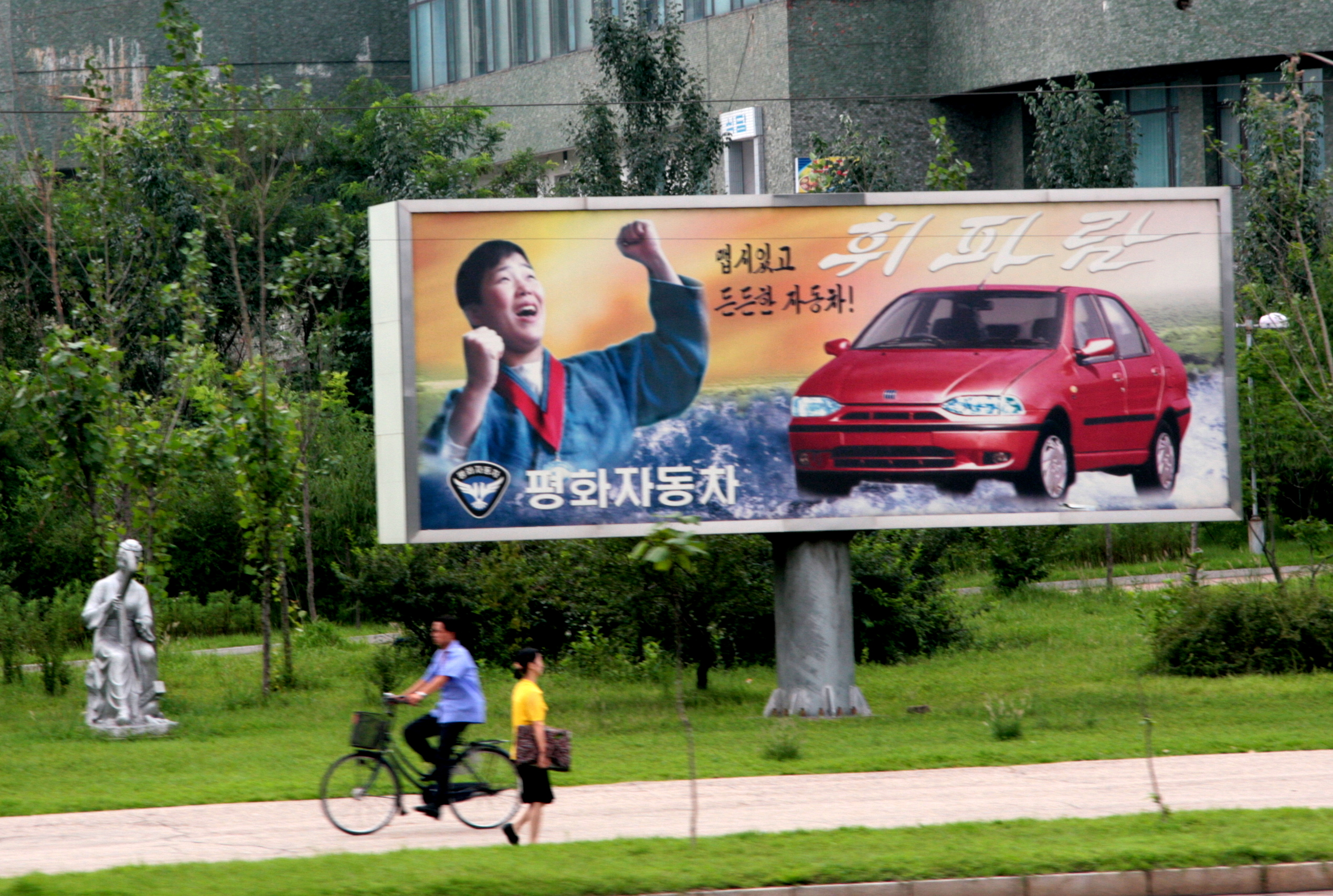
Рекламный щит компании в Пхеньяне